# Цильхерт, Отто Август
Отто Август Герман (Оттон Карлович) Цильхерт (нем. Otto August Hermann Zilchert; 8 декабря 1812, Лифляндская губерния, Российская империя — 2 мая 1848, Киев, Российская империя) — российский медик, профессор Киевского университета Св. Владимира, доктор медицины.
В 1843 году окончил медицинский факультет Императорского Дерптского университета со степенью лекаря I отделения. В 1840—1842 годах состоял ассистентом хирургической клиники в Дерпте, в 1843—1846 годах был помощником прозектора при анатомическом театре университета. С 1844 по 1846 год Цильхерт читал лекции при Дерптском университете в качестве приват-доцента. В 1846 году, после получении степени доктора медицины, он был определён экстраординарным профессором теоретической хирургии и офтальмологии в Императорский университет Святого Владимира.
Умер от тифа в Киеве.
Им напечатаны сочинения: «Methodorum cystotomiae in mon vulgatissimarum, praesertim sectionis bilateralis a Dupuytren propositae et proctocystotomiae dijudicandarum experimentum» (Дерпт, 1843) и «De externis remediis, ad sanguinis in lingua prafluvia sistenda, adhibendis» (Дерпт, 1846).